# Regió Septentrional (Ghana)
La regió Septentrional és la més extensa de les 10 regions de Ghana, amb una superfície de 70.384 km², cosa que suposa el 31% del total de Ghana. Segons el cens de 2010, la regió Septentrional té 2.479.461 habitants i la seva densitat de població és 35 habitants per quilòmetre quadrat. La seva capital és la ciutat de Tamale.

## Geografia

### Localització i superfície
La regió Septentrional de Ghana es correspon amb l'antic regne de Dagbon i fa frontera al nord amb la regió Superior Occidental i la regió Superior Oriental, a l'est amb Togo, al sud amb el Volta Negre (i la regió Brong-Ahafo) i la regió Volta, al nord-oest amb Burkina Faso i a l'oest amb Costa d'Ivori.
Amb 70.384 km², la regió Septentrional és la més gran de Ghana i està situada al nord del país.

### Clima i vegetació

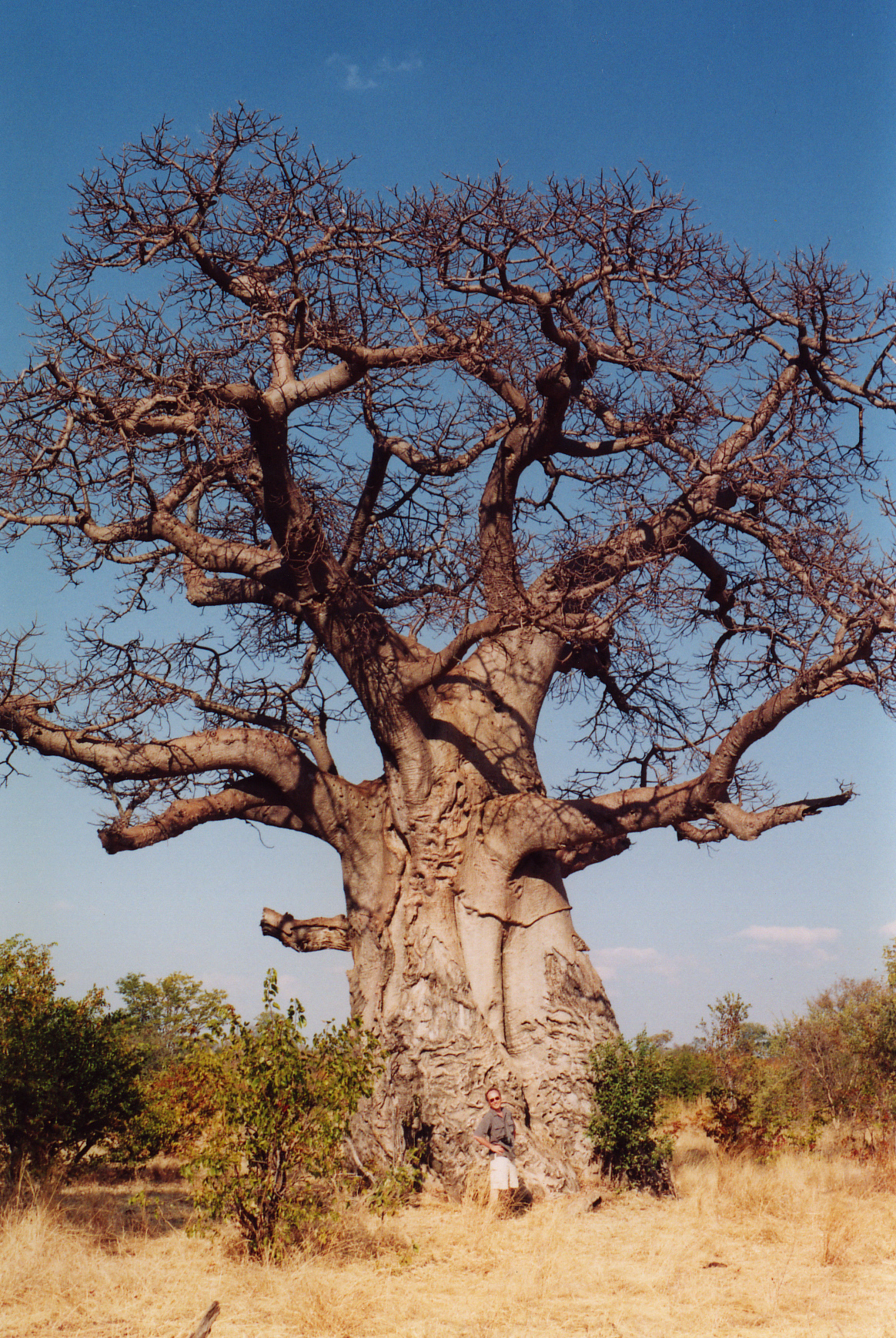
Arbre baobab

La regió septentrional és una zona molt més seca que les àrees meridionals de Ghana degut a la seva proximitat al Sahel i al Sàhara. La majoria de la seva vegetació és herba de sabana, juntament amb grups d'arbres resistents a la sequera com els baobabs o les acàcies.
L'estació humida dura entre el maig i l'octubre i té una mitjana de pluviositat d'entre els 750 i els 1050 mm. Entre el novembre i l'abril hi ha l'estació seca, al final de la qual és quan s'assoleixen les temperatures més elevades. Les temperatures més baixes són entre desembre i gener. Entre el desembre i principis de febrer hi ha el càlid vent harmattan que prové del Sàhara. L'oscil·lació de la temperatura diària pot variar entre els 14 °C a la nit i els 40 °C al dia.

## Població i demografia
La regió Septentrional és la que té una densitat de població més baixa del país (35 habitants per quilòmetre quadrat). La seva població és de 2.479.461 (2010). Entre el 1970 i el 1984 la població de la regió va augmentar un 3,4%. Segons el World Fertility Survey, la seva taxa de fertilitat fou de 7.9 entre 1979 i 1980 i el 1995 fou de 7.0. A partir d'aquesta data la taxa de fertilitat va descendir de manera acusada juntament amb la mortalitat infantil. L'evolució demogràfica, a més, també està marcada per una alta taxa d'emigració cap al sud del país.

### Etnicitat
El grup ètnic principal de la regió són els mole-dagbons, que representen el 52,2% del total de la seva població. Aquests són els més nombrosos en set dels tretze districtes de la regió Septentrional. El 21,8% són gurmes, que són majoritaris en els districtes Nanumba, Zabzugu-Tatale i Saboba-Chereponi. En els districtes Bole, Gonja Occidental i Gonja Oriental hi destaquen els guans. Els àkans representen, igual que els guans, el 8,7% del total de la població de la regió Septentrional. El subgrup més important dels mole-dagbons són els dagombes i els mamprusis. Els komkombes són el principal subgrup dels gurmes, els gonja són el subgrup guan més destacat i els chokosis són el grup àkan més present a la regió.

## Districtes

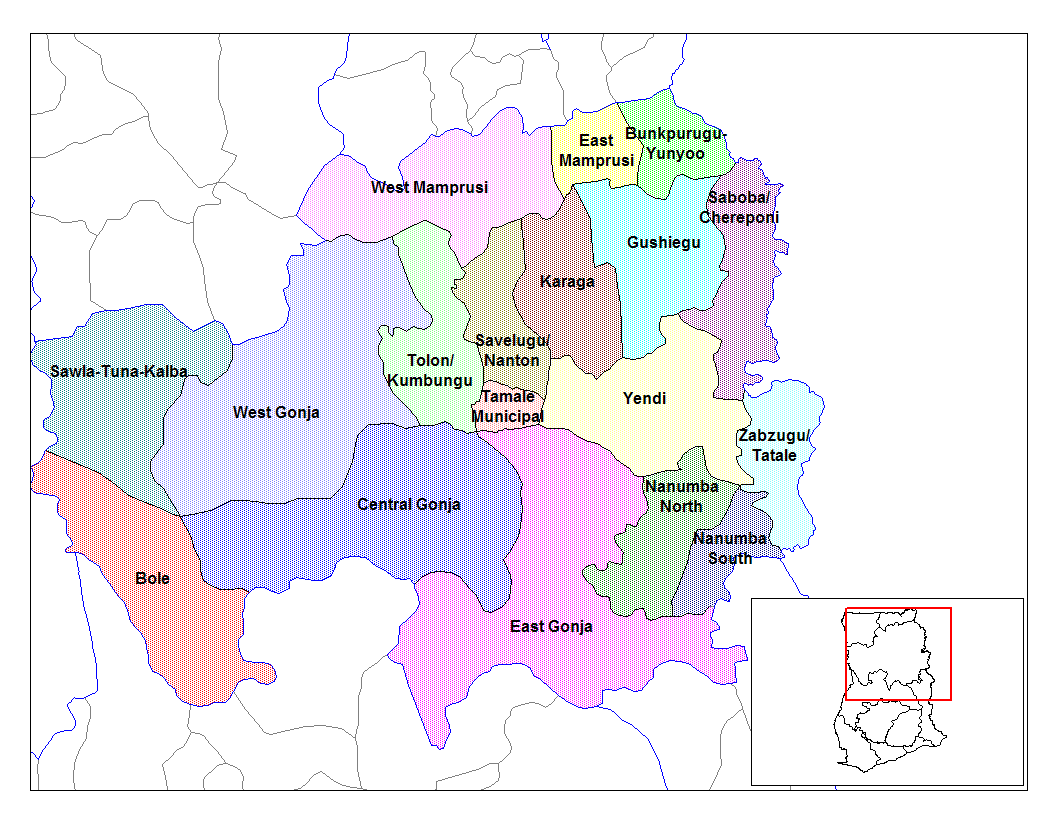
Districtes de la regió Septentrional de Ghana

Els districtes de la regió Septentrional són:
- Bole
- Bunkpurugu-Yunyoo
- Gonja Central
- Chereponi
- Gonja Oriental
- Mamprusi Oriental
- Gushiegu
- Karaga
- Kpandai
- Kumbungu
- Mamprugo Moaduri
- Mion
- Nanumba Septentrional
- Nanumba Meridional
- Gonja Septentrional
- Saboda
- Sagnarigu
- Savelugu/Nanton
- Sawla-Tuna-Kalba
- Tamale
- Tatale Sangule
- Tolon
- Gonja Occidental
- Mamprusi Occidental
- Zabzugu

## Economia

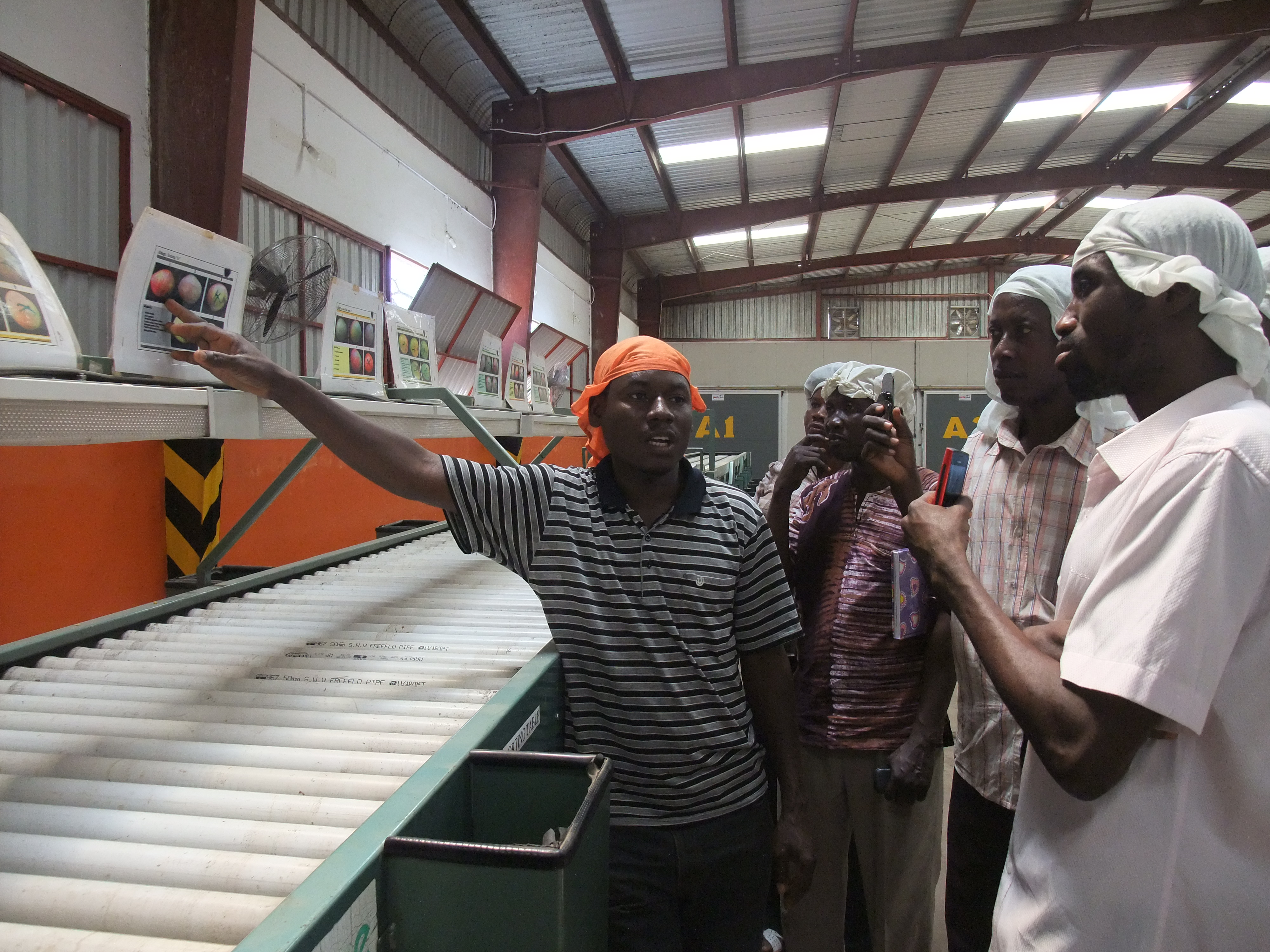
Fàbrica agroalimentària a Tamale

L'agricultura és el principal sector econòmic i ocupa el 71,2% de la població activa. El 23.1 treballen en el comerç, els serveis, el transport i la producció i només el 5,7% treballen com a professionals o en l'administració.
El districte de Zabzugu-Tatale és el que té més població ocupada en l'agricultura, el 87,7% i el districte en el que hi ha més percentatge de treballadors en el sector de serveis, transport i producció és el de Tamale (53,9%), que només té el 29,1% d'ocupats en el sector agrari.
L'agricultura representa el 52% de l'economia de la regió, el comerç al detall el 15% i la manufactura l'11%. La ramaderia és el sector agrari més destacat, seguit per la caça i la silvicultura. La mineria només significa el 0,7% de l'activitat econòmica de la regió.

### Treball
El 68% de la població activa són auto-empleats i el 22,9% són treballadors de la família que no perceben cap sou. Només el 6,1% es consideren treballadors amb contracte. La majoria de la població activa treballa en el sector privat informal (83,4%). El sector públic només ocupa el 4,3% de la població activa.

## Turisme

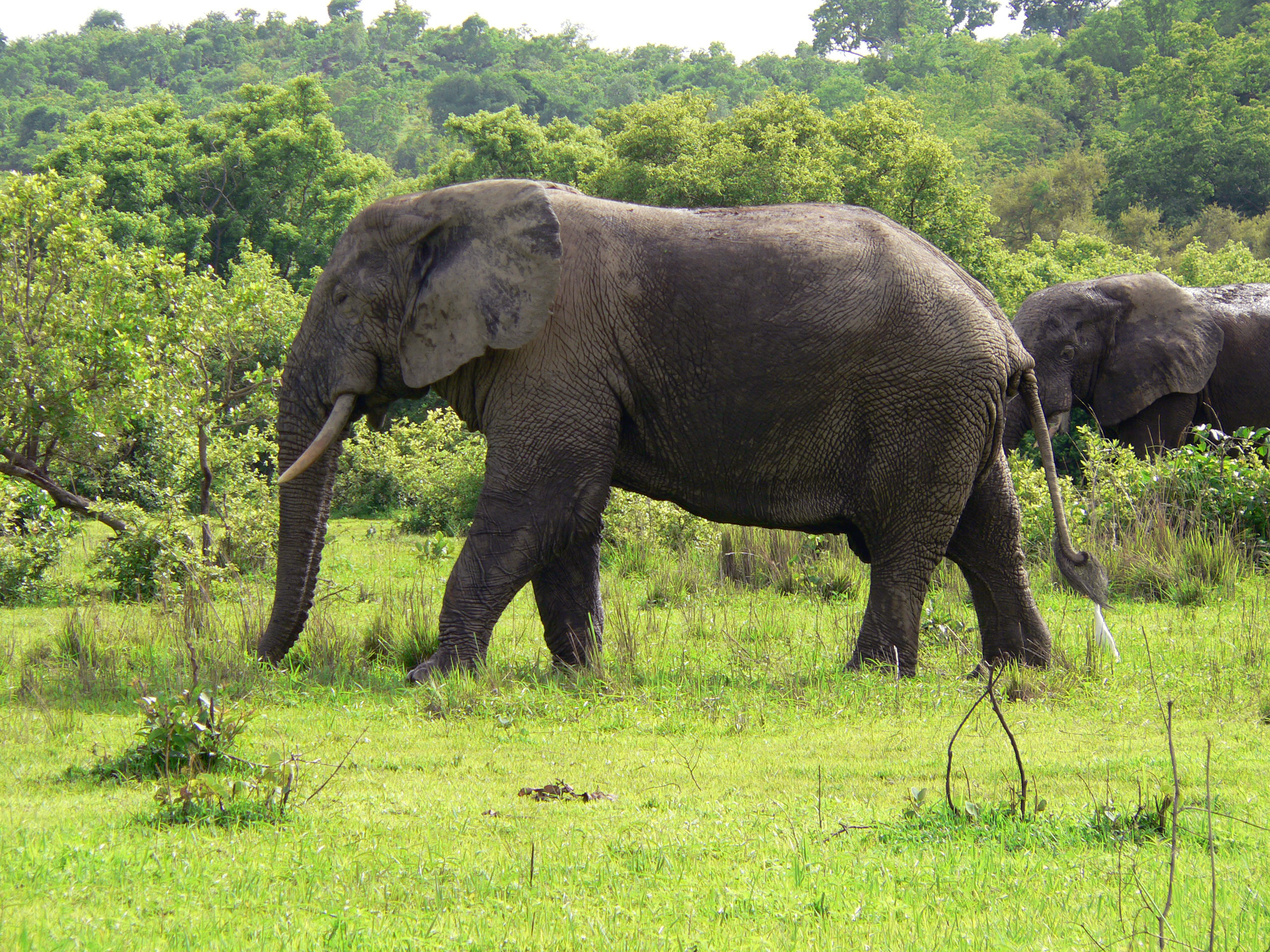
Elefants al parc Nacional de Mole

A Damango, al districte de Gonja Occidental hi ha el Parc Nacional de Mole. És una reserva de la vida salvatge de 4.840 km² a on hi ha elefants, búfals, i més de 400 espècies animals diferents.
També hi ha altres llocs per a gaudir dels ocells tropicals com Tamale, Daboya, Sabari, Nasia, Mole i Bui, entre d'altres que viuen a la vegetació de la sabana.
Arreu de la regió hi ha capelles i santuaris com Jaagbo i Malshegu. A més a més, també cal destacar una arquitectura tradicional particular amb cases rodones amb el sostre cònic.
Entre els jaciments arqueològics, cal destacar Yikpa Bonso, al districte de Mamprusi Occidental, a més de Jentilkpe i Kpaesemkpe.

### Antigues mesquites

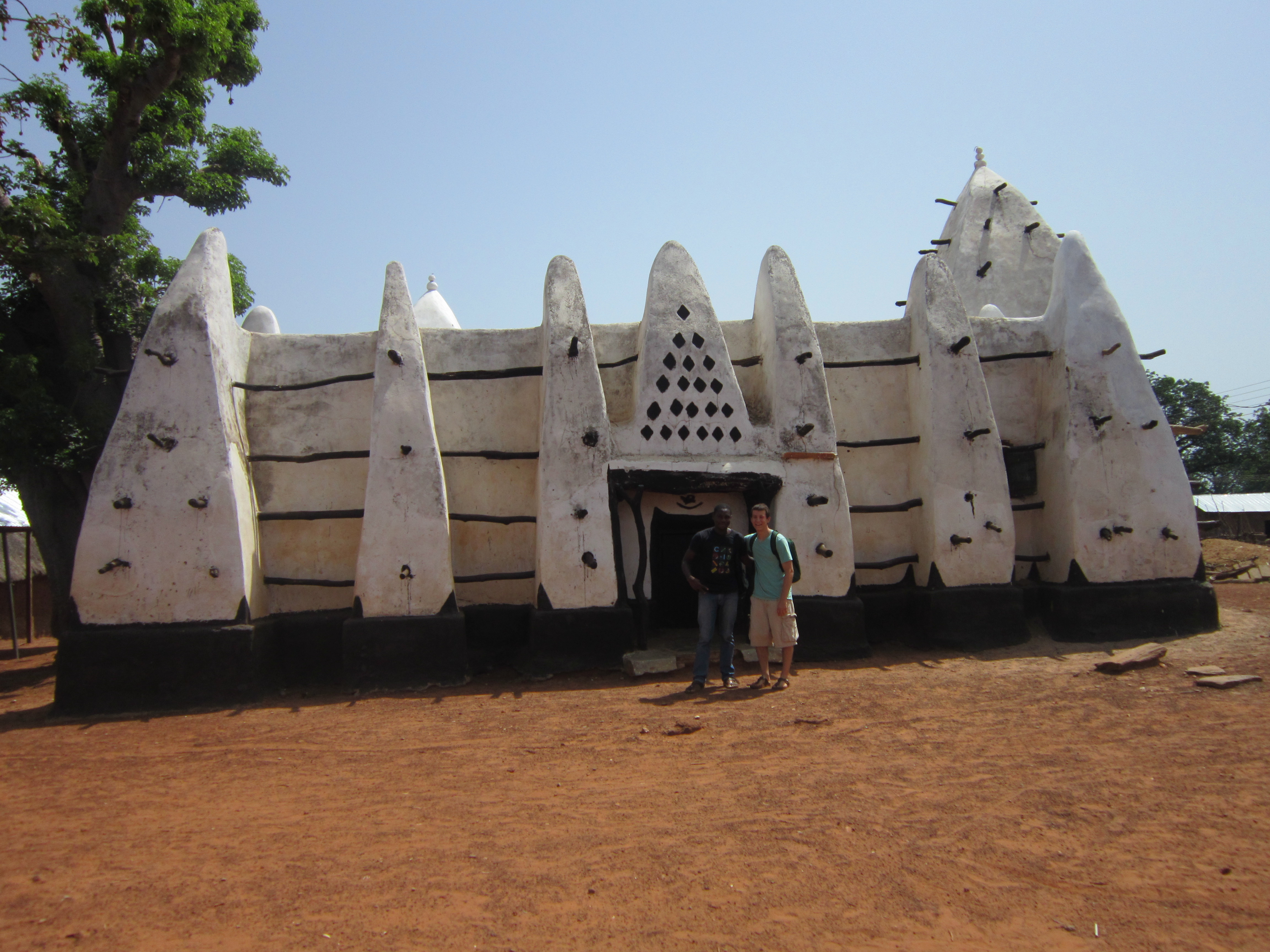
Mesquita de Larabanga a Dagbon, del segle XV

A la regió Septentrional hi ha mesquites antigues que evidencien la llarga història de l'islam a la zona. Per exemple, la Mesquita Larabaga, que té arquitectura sudanesa, data del segle xiii. Altres mesquites històriques, tot i que posteriors, són la Mesquita Bole, la Mesquita Banda Nkwahta i la Mesquita Malew (segle xviii).

### Festes
El Damba és la festa tradicional més important de la regió. Aquesta festa és una relíquia de l'Islam que celebra el dia de naixement de Mahoma.

## Religió
El 56,1% de la població de la regió són islàmics, el 21,3% segueixen religions africanes tradicionals i el 19,3% són cristians. En set dels tretzes districtes més del 64% de la població són islàmics. Als districtes de Bole, Saboba-Chereponi i Mamprusi Occidental hi ha un terç de la població cristians i un terç de població que són animistes.

## Llengües
Als districtes de Gonja Oriental, Gonja Occidental i de Bole, la llengua principal és la llengua gonja. El dagbani es parla en nou districtes. El kokomba es parla en els districtes de Saboba-Chereponi, Zabzugu Tatale, Gonja Oriental i Nanumba.
- Chumburung, llengua guang que parlen els nchumburus i els yejis al districte de Gonja Oriental.[8]
- La llengua gonja és una llengua guang septentrional que parlen els gonja a la riba del nord del llac Volta.[9]
- El nawuri és una llengua guang septentrional que parlen els nawuris a la riba del riu Oti.[10]